# Zřídlo (systémová dynamika)
Zřídlo v systémové dynamice a teoretické ekologii označuje místo, ze kterého jsou čerpány suroviny, materiály nebo energie. Průběh těchto materiálů nebo surovin, jejich zpracování, spotřebovávání, ukládání, rozdělování nebo slučování s jinými, je nazýváno tok (surovin, materiálů, energií)…
Zřídlo daného materiálu by je mělo být schopno poskytovat okamžitě - například, přestože uhlí vzniklo z dřeva a biomasy v průběhu milionů let, zřídlem uhlí nejsou lesy (snad jen z velice dlouhodobého úhlu pohledu), ale uhelná ložiska.
Každé zřídlo má svou kapacitu - ta nemůže být dlouhodobě překračována, jinak bude ohrožen celý tok materiálu, které zřídlo poskytuje a může dojít k překmitu.
Materiály, suroviny, energie, atp., vzešlé ze zřídla, nakonec končí ve výpusti.
Pozn.: V anglické literatuře se zřídlo označuje slovem source (česky „zdroj“). V češtině by však používání slova „zdroj“ pro zřídlo kolidovalo s jinými významy tohoto slova (jako např. lidské zdroje human resources apod.) a působilo by zmatečně. Proto se používá termínu zřídlo.

## Modelování systémů
Ve fyzice, elektrotechnice a obecně v teorii systémů se pojmy zřídlo a nora používají v souvislosti s počátkem a koncem siločar, např. elektrostatického pole.